# Gran Casablanca
Gran Casablanca (en francés: Grand Casablanca, en árabe: جهة الدار البيضاء الكبرى) fue hasta 2015 una de las dieciséis regiones en que estaba organizado Marruecos. Su capital era Casablanca.
La región se situaba en el noroeste del país, en la costa del océano Atlántico, siendo la región más poblada de Marruecos. Estaba bañada por el océano Atlántico. Al norte limitaba con Rabat-Salé-Zemur-Zaer, al sur con Dukala-Abda y al este con Chauía-Uardiga.
Contaba con un total de 3.631.061 habitantes repartidos en 1.117 km².

## Subdivisiones
La región se dividía en dos prefecturas y dos provincias:
- Prefectura de Casablanca
- Prefectura de Mohammedia
- Provincia de Nouaceur
- Provincia de Mediouna